# Los albañiles
Los albañiles es una novela escrita por Vicente Leñero, publicada en 1964. Un año antes, la novela obtuvo el Premio Biblioteca Breve de la editorial Seix Barral, bajo propuesta de Joaquín Díez-Canedo. En 1969 se estrenó una versión teatral con guion adaptado de Leñero y dirección de Ignacio Retes, mientras que en 1976 apareció una versión cinematográfica, dirigida por Jorge Fons y protagonizada por Ignacio López Tarso. La novela utiliza una trama policiaca para describir el entorno social de la Ciudad de México, la situación de la clase trabajadora, las contradicciones del sistema judicial mexicano y los valores personales diversos de los personajes retratados en la narración.

## Argumento
Don Jesús es el velador de una construcción en la calle Cuauhtémoc. Una noche es asesinado por alguien desconocido, pero que se presume labora en la misma construcción. El resto de los trabajadores son interrogados por la policía. A lo largo de los interrogatorios, sale a la luz que cada uno de los sospechosos —incluso el ingeniero de la obra— podría tener un motivo para haber cometido el crimen. Los trabajadores dejan ver sus lados débiles, así como sus mejores valores.

## Adaptaciones
- La obra de teatro Los albañiles (1969)- Dirigida por: Ignacio Retes.
- La película Los albañiles (1976)- Dirigida por: Jorge Fons y con las actuaciones de: Ignacio López Tarso, José Alonso, José Carlos Ruiz y Adalberto Martínez "Resortes".